# Artimpaza pulchra
Artimpaza pulchra là một loài bọ cánh cứng trong họ Cerambycidae.